# كلارنس إتش. بورنس
كلارنس إتش. بورنس هو سياسي أمريكي، ولد في 13 سبتمبر 1918 في بالتيمور في الولايات المتحدة، وتوفي بنفس المكان في 12 يناير 2003. نشط حزبياً في الحزب الديمقراطي. وقد انتخب عمدة بالتيمور ‏.